# Khlongyai (1937)
Khlongyai (taj.: คลองใหญ่) – syjamski torpedowiec z lat 30. XX wieku i okresu II wojny światowej, jedna z czterech jednostek typu Kantang. Okręt został zwodowany 26 marca 1937 roku w japońskiej stoczni Ishikawajima w Tokio, a w skład Królewskiej Marynarki Wojennej Syjamu wszedł 21 czerwca tego roku. Okręt wycofano ze służby w styczniu 1970 roku, a następnie złomowano w roku 1976.

## Projekt i budowa
„Khlongyai” był jednym z czterech przybrzeżnych torpedowców typu Kantang, zamówionych przez Syjam w Japonii w styczniu 1936 roku. Łączna wartość kontraktu opiewała na 721 000 bahtów (ok. 65 000 £). Okręty miały niską wolną burtę (a przez to niewielką dzielność morską) i słabe osiągi, będąc praktycznie patrolowcami z uzbrojeniem torpedowym. Ich zaletą była niska cena.
Stępkę torpedowca położono w 1936 roku, został zwodowany 26 marca 1937 roku, a 21 czerwca przyjęto go w skład Królewskiej Marynarki Wojennej. Jednostka otrzymała nazwę dystryktu w prowincji Trat i numer 5.

## Dane taktyczno-techniczne
Okręt był małym, przybrzeżnym torpedowcem. Długość całkowita wynosiła 42 metry (40 metrów między pionami), maksymalna szerokość 4,59 metra i zanurzenie 1,52 metra. Wyporność standardowa wynosiła 110 ton, a pełna 135 ton. Okręt napędzany był przez dwa zestawy turbin parowych Kampon o łącznej mocy 1000 koni mechanicznych (KM), do których parę dostarczały dwa kotły Kampon. Prędkość maksymalna napędzanej dwiema śrubami jednostki wynosiła 19 węzłów. Okręt zabierał 18 ton paliwa, co pozwalało osiągnąć zasięg wynoszący 480 Mm przy prędkości 15 węzłów.
Okręt wyposażony był w jeden podwójny aparat torpedowy kalibru 450 mm (18 cali). Uzbrojenie artyleryjskie stanowiło pojedyncze działa uniwersalne kalibru 76 mm (3 cale) Ansaldo A1917 L/50. Broń małokalibrową stanowiły dwa pojedyncze działka automatyczne kalibru 20 mm Breda L/65.
Załoga okrętu składała się z 31 oficerów, podoficerów i marynarzy.

## Służba
Okręt pełnił służbę w Królewskiej Marynarce Wojennej przez 33 lata. Z listy floty spisano go 26 stycznia 1970 roku. Złomowanie jednostki odbyło się w 1976 roku.